# Praha-Holyně
Praha-Holyně – przystanek kolejowy w Pradze, w Czechach przy ulicy U Vápenice 34/2. Przystanek posiada 1 peron.